# Coppa Agostoni
La Coppa Agostoni (oficialmente:Coppa Agostoni-Giro delle Brianze) es una clásica ciclista profesional que se disputa anualmente en las immediaciones de Lissone, en la provincia de Milán, en Lombardía, en Italia, en honor al ciclista italiano Ugo Agostoni.
Se disputa desde 1946, pero solo desde 1959 es para ciclistas profesionales. En 1987 coincidió con el Campeonato de Italia en Ruta. Desde la creación de los Circuitos Continentales UCI está integrado en el UCI Europe Tour dentro de la categoría 1.1.
Forma parte del Trittico Lombardo, junto con la Coppa Bernocchi y los Tres Valles Varesinos, todas ellas disputadas en Lombardía en tres jornadas consecutivas, durante el mes de septiembre.
El corredor con más victorias es Franco Bitossi, con tres.

## Palmarés
| Año                       | Ganador               | Segundo                  | Tercero                  |
| ------------------------- | --------------------- | ------------------------ | ------------------------ |
| ediciones amateur         |                       |                          |                          |
| 1946                      | Luigi Casola          | Antonio Covolo           | Salvatore Crippa         |
| 1947                      | Franco Fanti          | Donato Zampini           | Turchemeis Zanettini     |
| 1948                      | Luigi Malabrocca      | Aldo Tosi                | Alberto Roggi            |
| 1949                      | Antonio Ausenda       | Nello Sforacchi          | Giorgio Albani           |
| 1950                      | Giorgio Albani        | Umberto Drei             | Fiorenzo Crippa          |
| 1951                      | Renzo Accordi         | Spirito Godio            | Ampleio Rossi            |
| 1952                      | Ezio Bicocca          | Agostino Coletto         | Pietro Giudici           |
| 1953                      | Andrea Barro          | Pierino Baffi            | Tranquillo Scudellaro    |
| 1954                      | Aldo Moser            | Giuseppe Calvi           | Annibale Brasola         |
| 1955                      | Lino Pizzoferato      | Pierino Baffi            | Giuliano Michelon        |
| 1956                      | Silvano Tessari       | Luciano Mai              | Ezio Pizzoglio           |
| 1957                      | Carlo Zorzoli         | Gabriele Scappini        | Aurelio Cestari          |
| 1958                      | Giacobbe Boggian      | Dino Liviero             | Vittorio Poiano          |
| ediciones profesionales   |                       |                          |                          |
| 1959                      | Michele Gismondi      | Rino Benedetti           | Giuliano Natucci         |
| 1960                      | Pietro Chiodini       | Amico Ippoliti           | Cleto Maule              |
| 1961                      | Giovanni Bettinelli   | Giuseppe Fallarini       | Ercole Baldini           |
| 1962 edición no realizada |                       |                          |                          |
| 1963                      | Jaime Alomar          | Vito Taccone             | Graziano Battistini      |
| 1964                      | Italo Zilioli         | Bruno Mealli             | Adriano Passuello        |
| 1965                      | Tomaso De Pra         | Roger Pingeon            | Giuseppe Fezzardi        |
| 1966                      | Felice Gimondi        | Eddy Merckx              | Franco Bitossi           |
| 1967                      | Franco Bitossi        | Bernard Guyot            | Michele Dancelli         |
| 1968                      | Claudio Michelotto    | Martin Van Den Bossche   | Bruno Mealli             |
| 1969                      | Franco Bitossi        | Jean-Pierre Monseré      | Gerben Karstens          |
| 1970                      | Eddy Merckx           | Tino Conti               | Marino Basso             |
| 1971                      | Franco Bitossi        | Willy De Geest           | Roger Pingeon            |
| 1972                      | Mauro Simonetti       | Claudio Michelotto       | Tomas Pettersson         |
| 1973                      | Arnaldo Caverzasi     | Giacinto Santambrogio    | Franco Bitossi           |
| 1974                      | Felice Gimondi        | Franco Bitossi           | Roger de Vlaeminck       |
| 1975                      | Roger de Vlaeminck    | Freddy Maertens          | Frans Van Looy           |
| 1976                      | Roger de Vlaeminck    | Frans Verbeeck           | Francesco Moser          |
| 1977                      | Francesco Moser       | Gianbattista Baronchelli | Enrico Paolini           |
| 1978                      | Giuseppe Saronni      | Pierino Gavazzi          | Gianbattista Baronchelli |
| 1979                      | Giovanni Battaglin    | Francesco Moser          | Alfredo Chinetti         |
| 1980                      | Cees Priem            | Wladimiro Panizza        | Bruno Wolfer             |
| 1981                      | Francesco Moser       | Gianbattista Baronchelli | Juan Fernández Martín    |
| 1982                      | Giuseppe Saronni      | Francesco Moser          | Pierino Gavazzi          |
| 1983                      | Alfons De Wolf        | Roberto Ceruti           | Claudio Savini           |
| 1984                      | Franco Chioccioli     | Serge Demierre           | Claudio Corti            |
| 1985                      | Acácio da Silva       | Claudio Corti            | Urs Zimmermann           |
| 1986                      | Marino Amadori        | Heinz Imboden            | Claudio Corti            |
| 1987                      | Bruno Leali           | Alberto Elli             | Emanuele Bombini         |
| 1988                      | Gianni Bugno          | Massimo Ghirotto         | Francesco Cesarini       |
| 1989                      | Dmitri Konyschew      | Rolf Sørensen            | Emanuele Bombini         |
| 1990                      | Maurizio Fondriest    | Francesco Cesarini       | Maurizio Vandelli        |
| 1991                      | Davide Cassani        | Charly Mottet            | Roberto Gusmeroli        |
| 1992                      | Stefano Colagè        | Giorgio Furlan           | Massimo Ghirotto         |
| 1993                      | Davide Cassani        | Marco Giovannetti        | Massimo Ghirotto         |
| 1994                      | Oscar Pelliccioli     | Giorgio Furlan           | Massimo Ghirotto         |
| 1995                      | Gianni Bugno          | Stefano della Santa      | Francesco Casagrande     |
| 1996                      | Filippo Casagrande    | Alberto Elli             | Piotr Ugriúmov           |
| 1997                      | Massimo Apollonio     | Biagio Conte             | Giovanni Lombardi        |
| 1998                      | Andrea Tafi           | Mirko Celestino          | Emanuele Lupi            |
| 1999                      | Massimo Donati        | Alberto Elli             | Francesco Casagrande     |
| 2000                      | Jan Ullrich           | Denis Lunghi             | Filippo Simeoni          |
| 2001                      | Francesco Casagrande  | Jan Ullrich              | Gianluca Tonetti         |
| 2002                      | Laurent Jalabert      | Gianni Faresin           | Massimo Giunti           |
| 2003                      | Francesco Casagrande  | Cristian Moreni          | Oscar Mason              |
| 2004                      | Leonardo Bertagnolli  | Dario Frigo              | Gonzalo Bayarri          |
| 2005                      | Paolo Valoti          | Leonardo Giordani        | Stefano Cavallari        |
| 2006                      | Alessandro Bertolini  | Andrea Tonti             | Franco Pellizotti        |
| 2007                      | Alessandro Bertolini  | Christian Pfannberger    | Luca Mazzanti            |
| 2008                      | Linus Gerdemann       | Christian Pfannberger    | Luca Mazzanti            |
| 2009                      | Giovanni Visconti     | Mauro Santambrogio       | Fran Ventoso             |
| 2010                      | Francesco Gavazzi     | Mauro Santambrogio       | Luca Paolini             |
| 2011                      | Sacha Modolo          | Simone Ponzi             | Oscar Gatto              |
| 2012                      | Emanuele Sella        | Fortunato Baliani        | Danilo Di Luca           |
| 2013                      | Filippo Pozzato       | Simone Ponzi             | Marco Zamparella         |
| 2014                      | Niccolò Bonifazio     | Grega Bole               | Simone Ponzi             |
| 2015                      | Davide Rebellin       | Vincenzo Nibali          | Niccolò Bonifazio        |
| 2016                      | Sonny Colbrelli       | Diego Ulissi             | Francesco Gavazzi        |
| 2017                      | Michael Albasini      | Marco Canola             | Francesco Gavazzi        |
| 2018                      | Gianni Moscon         | Rein Taaramäe            | Enrico Gasparotto        |
| 2019                      | Aleksandr Ryabushenko | Alexéi Lutsenko          | Nicolai Cherkasov        |
| 2021                      | Alexéi Lutsenko       | Matteo Trentin           | Alessandro Covi          |
| 2022                      | Sjoerd Bax            | Alejandro Valverde       | Andrea Piccolo           |
| 2023                      | Davide Formolo        | Marc Hirschi             | Victor Lafay             |
| 2024                      | Marc Hirschi          | Romain Grégoire          | Paul Lapeira             |
| 2025                      |                       |                          |                          |

## Palmarés por países
| País            | Victorias |
| --------------- | --------- |
| Italia          | 59        |
| Bélgica         | 4         |
| Alemania        | 2         |
| Países Bajos    | 2         |
| Suiza           | 2         |
| España          | 1         |
| Portugal        | 1         |
| Unión Soviética | 1         |
| Francia         | 1         |
| Bielorrusia     | 1         |
| Kazajistán      | 1         |